# Ceratomyxa inaequalis
Ceratomyxa inaequalis is een microscopische parasiet uit de familie Ceratomyxidae. Ceratomyxa inaequalis werd in 1898 beschreven door Doflein. 